# Пэрри, Милмэн
Милмэн Пэрри, Милман Парри (англ. Milman Parry; 1902 — 3 декабря 1935) — американский филолог-классик, фольклорист, обосновал «устную теорию» исследования Гомера.
Он учился в Беркли и в Сорбонне, где защитил диссертацию под руководством Антуана Мейе. Темой его научной работы было исследование гомеровских формул. Между 1933 и 1935 годами Пэрри в качестве профессора Гарвардского университета организовал две экспедиции в Боснию для изучения живой устной эпической традиции. В ходе этих экспедиций были сделаны многочисленные аудиозаписи, а также записи под диктовку героических песен на сербохорватском языке, взяты интервью у множества сказителей. Одним из итогов экспедиции была запись поэмы, заметно превосходящий по числу строк «Одиссею» Гомера. Таким образом было получено эмпирическое доказательство возможности появления произведений подобного объема в бесписьменной культуре при благоприятных условиях.
Скончался Милмэн в Лос-Анджелесе в результате то ли случайного выстрела, произошедшего при разборе чемодана, то ли самоубийства.
Результатом его исследования была формулировка так называемой «устной теории», работу над которой Пэрри не успел завершить, так как погиб в Лос-Анджелесе в результате несчастного случая. Наиболее известные труды по «устной теории» принадлежит ученику Пэрри Альберту Лорду, благодаря чему она приобрела и другое название: «теория Пэрри — Лорда». Главная книга А. Лорда «The Singer of Tales» (1960) переведена на русский язык в 1994 году под названием «Сказитель».
Влияние исследований М. Пэрри и А. Лорда на классическую филологию, фольклористику и другие гуманитарные дисциплины очень значительно. С энтузиазмом принятые в англоязычном научном сообществе, они повлияли и на другие школы (в том числе немецкую), несмотря на первоначальную осторожность и даже неприятие.